# Michail Wladimirowitsch Artamonow
Michail Wladimirowitsch Artamonow (russisch Михаил Владимирович Артамонов; * 20. Juli 1997 in Sankt Petersburg) ist ein russischer Taekwondoin. Er startet in der Gewichtsklasse bis 58 Kilogramm.

## Erfolge
Michail Artamonow sicherte sich in der Gewichtsklasse bis 54 Kilogramm bei den Europameisterschaften 2016 in Montreux mit Bronze seine erste internationale Medaille bei Meisterschaften. Zwei Jahre darauf wurde er in Kasan in der Gewichtsklasse bis 58 Kilogramm Europameister. Dazwischen gelang ihm bei den Weltmeisterschaften 2017 in Muju in der Gewichtsklasse bis 58 Kilogramm ein zweiter Platz.
Bei den 2021 ausgetragenen Olympischen Spielen 2020 in Tokio unterlag Artamonow in seiner Konkurrenz bereits in seinem Auftaktkampf dem Tunesier Mohamed Khalil Jendoubi mit 18:25. Da Jendoubi das Finale erreichte, zog Artamonow in die Hoffnungsrunde ein, in deren ersten Runde er Solomon Demse aus Äthiopien mit 27:5 bezwang. Im anschließenden Kampf um Bronze setzte er sich dann auch gegen den Argentinier Lucas Guzmán mit 15:10 durch und sicherte sich so den Medaillengewinn.
Artamonow startet für ZSKA Moskau und studierte an der Staatliche Universität für Leibeserziehung, Sport und Gesundheit in Sankt Petersburg abgeschlossen. Nach seinem olympischen Medaillengewinn wurde er 2021 vom Verteidigungsministerium mit der Medaille „Für die Festigung der Waffenbrüderschaft“ geehrt.